# 14413 Geiger
14413 Geiger este o planetă minoră (asteroid), cu un diametru de 3,848 km, din centura de asteroizi. A fost descoperită pe 5 septembrie 1991 la Thüringer Landessternwarte Tautenburg⁠(d) de Freimut Börngen și a fost numită după Hans Geiger. 
Obiectul prezintă o orbită caracterizată de o semiaxă mare de 2,2884189 UAi, o excentricitate de 0,15, o înclinație de 5,01474 ° în raport cu ecliptica.